# サン・クリストバル (ドミニカ共和国)
サン・クリストバル（San Cristóbal）は、ドミニカ共和国の中南部サン・クリストバル州にある都市である。

## 歴史
16世紀後半に街は建設された。
1844年最初のドミニカの憲法は、ここで署名された。
1930年から1961年に独裁体制を敷いたラファエル・トルヒーヨは、1891年にこの街で生まれ、1961年に30年間の独裁体制の終焉を意図して、ここに埋葬された。彼は故郷に、La Tomaなど自分を賞賛するための多くの記念物を建てた。